# С-178
С-178 — советская подводная лодка проекта 613, которая несла службу на Тихоокеанском флоте ВМФ СССР. Трагически погибла 21 октября 1981 года после столкновения с судном «Рефрижератор-13».

## История службы
Подлодка была заложена 12 декабря 1953 года на эллинге судостроительного завода № 112 в Горьком, спущена на воду 10 апреля 1954 года. Позднее проходила ремонт с 10 ноября 1961 года по 1 февраля 1965 года и была модернизирована согласно проекту 613В.
На корабле усилили РЭВ и увеличили дальность плавания благодаря переоборудованию двух цистерн главного балласта в топливно-балластные цистерны под номерами 2 и 6. Также была установлена система водяного охлаждения АБ. Автономность увеличили в полтора раза и довели до 45 суток.
За свою службу в составе Тихоокеанского флота лодка прошла 163 692 мили за 30 750 ходовых часов.

## Катастрофа
21 октября 1981 года С-178 под командованием капитана 3-го ранга В. А. Маранго возвращалась в базу после двухдневного выхода в море для замеров шумности. Подлодка двигалась в надводном положении со скоростью 9 узлов. Волнение моря достигало 2 баллов, видимость была отличной в ночных условиях. Для удобства работы дизелистов и электриков переборка между 5-м и 6-м отсеками была раздраена. В тот момент начинался ужин, поэтому были открыты переборочные двери между 4 и 5-м отсеками.
В 19:30 по местному времени С-178 направилась в бухту Золотой Рог, а чтобы сократить время хода, маршрут был проложен через полигон боевой подготовки. Немного ранее оперативный дежурный ОВР Приморской флотилии дал разрешение экипажу теплохода РФС-13 «Рефрижератор-13» на выход из бухты, и эта информация не была своевременно передана экипажу С-178. Старпом РФС-13, желая поскорее покинуть бухту, самостоятельно сменил курс и оказался на том же полигоне Тихоокеанского флота, куда вошла С-178.
В 19:30 вахтенные теплохода заметили огни встречного судна, которое они приняли за рыболовецкий траулер. Параллельно старпом получил сообщение на экране радара об отметке цели. Пеленг на встречное судно не менялся, и они стремительно сближались. Акустик доложил об обнаружении встречного судна, однако никто фактически не принял его заявление всерьёз. Судно обязано было уступать дорогу подлодке согласно правилам плавания в порту Владивостока, однако управляющий судном старпом В. Ф. Курдюков не сделал этого по неизвестным до сих пор причинам. Огни судна с мостика подлодки заметили слишком поздно. Командир успел только отдать приказ «Право на борт! Сигнальщику осветить встречное судно».
В 19:45 «Рефрижератор-13» со скоростью 8 узлов по курсу 20-30 градусов протаранил подлодку и ударил её в левый борт в районе 6-го отсека. За 15-20 секунд отсек был затоплен: туда проникла вода сквозь пробоину площадью около 2 м². Лодка получила сильный динамический крен, и все стоявшие на мостике моряки упали в воду. Спустя 40 секунд после столкновения подлодка, приняв в корпус около 130 тонн воды ушла под воду и затонула.
Загерметизироваться в 6-м, 5-м и 4-м отсеках моряки не успели и погибли в течение полутора минут (18 человек). Четверо моряков загерметизировались в 7-м отсеке, оставшиеся в живых члены экипажа также загерметизировались (в 1-м и 2-м отсеках), поскольку за полчаса был затоплен центральный пост. Фильтрация воды в 7-й отсек составляла до 15 тонн в час, и начальник штаба бригады Каравеков приказал покинуть отсек и выбраться на поверхность, однако моряки не смогли открыть крышку верхнего люка (из-за того, что не сравняли давление с забортным). Выбраться через кормовые торпедные аппараты не удалось, а через четыре часа связь с отсеком прекратилась. В носовых отсеках на 26 оставшихся в живых подводников было всего 20 комплектов ИСП-60 для выхода на поверхность.
РФС-13 поднял из воды 7 подводников из 11, после чего сообщил в 19:57 об аварии. В 20:15 дежурный ОВР объявил тревогу поисковым силам и спасательному отряду. На помощь поспешили спасательные корабли «Жигули», «Машук» и спасательная подлодка БС-486 «Комсомолец Узбекистана» (проект 940). В 21:00 с борта РФС-13 был обнаружен спасательный буй С-178, а через 50 минут спасательные корабли подошли к месту аварии. Руководил спасательными работами начальник штаба ТОФ вице-адмирал Голосов.
В 8:45 следующего дня, 22 октября, впервые в мировой истории подлодка БС-486 начала спасение людей с затонувшей субмарины. Однако из-за трудностей поиска объекта и выбора позиции для начала работы всё началось только в 3:03 23 октября. Три подводника стали самостоятельно выбираться и погибли при попытке спасения. Ещё в ходе спецоперации погибли три моряка. Только в 20:30 был спасён последний моряк — старпом капитан-лейтенант Кубынин. 24 октября началась операция по подъёму затонувшей лодки.
С-178 была отбуксирована в бухту Патрокл и положена на грунт, после чего водолазы вынесли из отсеков тела погибших. 15 ноября 1981 года С-178 была поднята на поверхность, после осушения отсеков и выгрузки торпед лодку отбуксировали в сухой док Дальзавода. Восстановление лодки было признано нецелесообразным. Всего жертвами стали 32 человека: 31 член экипажа и один курсант.

### После катастрофы
Вскоре состоялся закрытый суд, согласно решениям которого командир С-178 капитан 3-го ранга Маранго был приговорён к тюремному заключению сроком на 10 лет, а капитан теплохода — к 15 годам тюремного заключения. После гибели подводной лодки С-178 совместным решением флота и промышленности на всех лодках установили проблесковые оранжевые фонари, предупреждающие о том, что в надводном положении идет ПЛ.
Сведения о катастрофе были рассекречены приблизительно 25 лет спустя. Ежегодно во Владивостоке собираются выжившие члены экипажа затонувшей подлодки, чтобы почтить память погибших моряков. На могилах погибших моряков были установлены несколько бронзовых табличек.

## Память
- В 1982 году рубка лодки была установлена на братской могиле подводников на Морском кладбище.
- Картина «Таран в заливе Петра Великого». Художник А. Н. Лубянов, 2009.
- В Крыму открыта мемориальная доска с именами моряков-подводников[5].